# Mattias Löfvenberg
Mattias Löfvenberg, född 22 juli 1907 i Gräsgårds socken, död 8 april 1981 i Nacka, var en svensk lingvist.
Mattias Löfvenberg var son till skepparen Axel Teodor Löfvenberg. Efter studentexamen vid Karlskrona högre allmänna läroverk 1926 blev han student vid Lunds universitet, där han efter att ha valt att inleda språkstudier fick börja med att komplettera sina latinkunskaper. Bland hans lärare kom särskilt Eilert Ekwall att påverka honom till att inrikta sig på ords och namns ursprung och härledning samt på engelskan. Löfvenberg blev filosofie magister 1930 och filosofie licentiat 1938, 1933-1969 var han medarbetare vid Hermods Korrespondensinstitut. Han blev 1942 docent i engelska språket och filosofie doktor med avhandlingen Studies on Middle English Local Surnames. Löfvenberg var biträdande lärare i engelska vid Lunds universitet 1947-1949 och därefter professor i engelska språket vid Stockholms högskola (från 1960 Stockholms universitet) 1949-1973. Från 1971 var han prefekt vid engelska institutionen vid Stockholms universitet.